# Гулије
Гулије је насеље у општини Лепосавић на Косову и Метохији. Припада месној заједници Лешак. Село се налази 13 km северозападно од Лепосавића, са леве стране реке Ибар. Село окружује више брда: на северу је Гулијско брдо (553 м), на југу Санац (709 м), а на западу су Блато (736 м) и Цицул (901 м). Средња надморска висина села је 547 метара. По положају кућа и њиховој међусобној удаљености насеље спада у села разбијеног типа. Куће су у мањим групама, одвојене међусобно, и чине засеоке Дренову и Језерине. До села се из правца Лешка може доћи сеоским макадамским путем. У називу села је корен реци гули (гулити), што значи скидати кору, љуску са воћа, поврћа, дрвета, односно љуштити, скидати горњи слој са нечега, по чему би се могло закључити да су се некадашњи становници села бавили гуљењем дрвета пре свега липе чији се танак слој испод коре прерађивао, киселио у води и тако се правила лика (неодрвљено влакнасто стабло).
На улазу у село налази се сеоска црквица. То је стара црквица, вероватно из XIV века. Црква је обновљена 2001. године и представља вредан споменик културе. Локално становништво се бави претежно земљорадњом и сточарством.

## Демографија
- попис становништва 1948: 116
- попис становништва 1953: 137
- попис становништва 1961: 153
- попис становништва 1971: 143
- попис становништва 1981: 203
- попис становништва 1991: 137

У насељу 2004. године живи 135 становника и броји 26 домаћинстава. Данашњи родови су: Минићи, Миловановићи, Нешовићи, Славковићи, Милосављевићи, Јозовићи, Јаћимовићи, Петронијевићи, Вукадиновићи, Вучићевићи, Вељковићи, Вељовићи, Вучковићи, Николићи, Ивановићи, Вукомановићи.